# Yuki Kawakami
Yuki Kawakami (川上 優樹 Kawakami Yuki?), född 18 juli 1997 i Kanagawa prefektur, är en japansk fotbollsspelare.
Kawakami började sin karriär 2020 i Thespakusatsu Gunma.